# Citibank Open
Citibank Open (в 1986—1987 годах Открытый чемпионат Южной Америки, порт. Sul America Open) — международный мужской профессиональный теннисный турнир, проходивший в 1986—1990 годах в курортном городе Итапарике (штат Баия, Бразилия). Турнир проходил осенью на открытых хардовых кортах. В последний год проведения, с появлением градации турниров АТР-тура, был отнесён к базовой категории турниров — ATP World. В этот год призовой фонд турнира составил 225 тысяч долларов США при турнирной сетке, рассчитанной на 32 участника в одиночном разряде и 16 пар.

## Победители и финалисты
За пять лет проведения турнира среди его победителей были будущая первая ракетка мира Андре Агасси (в 1987 году) и бывшая первая ракетка мира Матс Виландер (в 1990 году). Для Агасси этот титул стал первым в карьере, а для Виландера последним. В 1989 году турнир пар выиграли Джим Пью и Рик Лич; Пью был первой ракеткой мира в парном разряде незадолго до этого, а Лич стал первой ракеткой менее чем через год.
Только двоим игрокам — испанцам Эмилио Санчесу и Серхио Касалю — удалось победить в Итапарике больше, чем один раз. Они выиграли турнир пар в 1987 и 1988 годах. Больше всего раз в финалах играл мексиканец Хорхе Лосано — он трижды выходил в финал турнира пар, из них два раза с Тоддом Уитскеном (США), но все три раза проиграл.
Хозяева корта выигрывали турнир один раз: в последний год проведения Мауру Менезис и Фернанду Руэзи победили в парном разряде. Единственным бразильцем, пробивавшимся в финал одиночного турнира, стал в 1987 году Луис Маттар. Представителей СССР среди финалистов в Итапарике не было.

### Одиночный разряд
| Год                              | Победитель                       | Финалист                         | Счёт в финале                    |
| Открытый чемпионат Южной Америки | Открытый чемпионат Южной Америки | Открытый чемпионат Южной Америки | Открытый чемпионат Южной Америки |
| -------------------------------- | -------------------------------- | -------------------------------- | -------------------------------- |
| 1986                             | Андрес Гомес                     | Жан-Филипп Флориан               | 4-6, 6-4, 6-4                    |
| 1987                             | Андре Агасси                     | Луис Маттар                      | 7-6, 6-2                         |
| Citibank Open                    |                                  |                                  |                                  |
| 1988                             | Хайме Исага                      | Хавьер Франа                     | 7-6, 6-2                         |
| 1989                             | Мартин Хайте                     | Джей Бергер                      | 6-4, 6-4                         |
| 1990                             | Матс Виландер                    | Марсело Филиппини                | 6-1, 6-2                         |

### Парный разряд
| Год  | Победители                          | Финалисты                                     | Счёт в финале |
| ---- | ----------------------------------- | --------------------------------------------- | ------------- |
| 1986 | Майк Лич Чип Хупер                  | Лоис Курто Ги Форже                           | 7-5, 6-3      |
| 1987 | Серхио Касаль Эмилио Санчес         | Хорхе Лосано Диего Перес                      | 6-2, 6-2      |
| 1988 | Серхио Касаль (2) Эмилио Санчес (2) | Хорхе Лосано Тодд Уитскен                     | 7-6, 7-6      |
| 1989 | Рик Лич Джим Пью                    | Хорхе Лосано Тодд Уитскен                     | 6-2, 7-6      |
| 1990 | Мауру Менезис Фернанду Руэзи        | Маркос-Аурелио Горрис-Боньора Томас Карбонель | 7-6, 7-5      |